# Institut klinické smrti
Institut klinické smrti je druhé řadové album kapely Törr.

## Seznam skladeb
1. V podzemí
2. Legalizovat!
3. Seru krev
4. Právem silnějšího
5. Odkaz bestie
6. Pán snů
7. Institut klinické smrti
8. Kremator
9. Předčasný pohřeb
10. Libreto smrti (Fantom opery)
11. Sebevražda

## Album bylo nahráno ve složení
- Daniel "Šakal" Švarc – kytara, zpěv
- Pavel "Monroe" Kohout – kytara, zpěv
- Vlasta Henych – baskytara, zpěv
- Martin "Melmus" Melmuka – bicí